# Zimna Szczelina II
Zimna Szczelina II – jaskinia, a właściwie schronisko, w Dolinie Kościeliskiej w Tatrach Zachodnich. Wejście do niej znajduje się ponad skałami Sowy, w pobliżu jaskiń: Zimna Szczelina I i Zimna Szczelina III, na wysokości 1130 m n.p.m. Długość jaskini wynosi 15,5 metra, a jej deniwelacja 7 metrów.

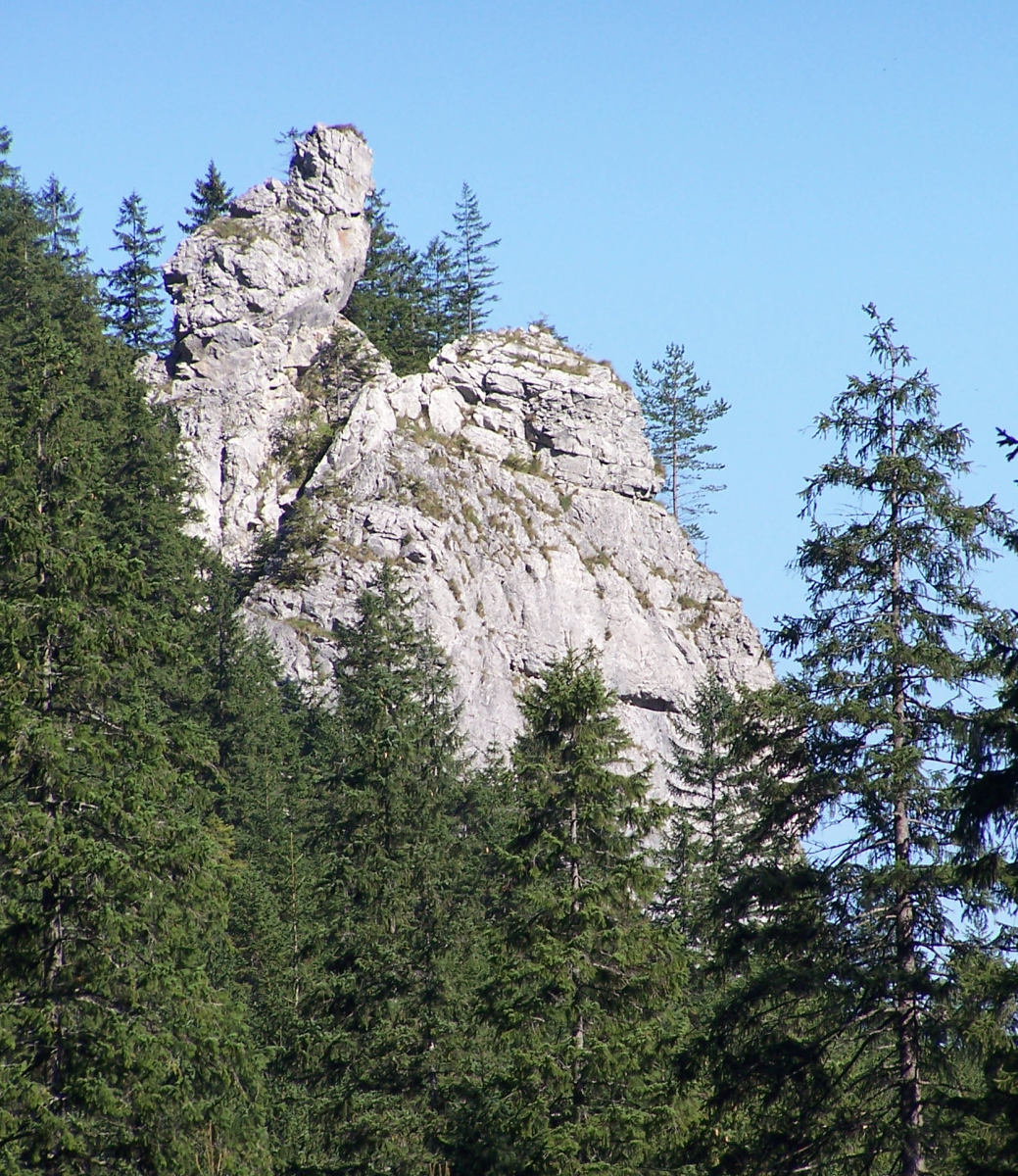
Sowa w Dolinie Kościeliskiej

## Opis jaskini
Jaskinię stanowi prosty, idący w górę, szczelinowy korytarz zaczynający się w bardzo dużym otworze wejściowym, a kończący zawaliskiem.

## Przyroda
W jaskini brak jest nacieków. Ściany są suche, rosną na nich mchy. Z zawaliska wieje lodowaty wiatr powodujący, że w szczelinie jest zimno. Stąd nazwa jaskini.

## Historia odkryć
Jaskinia została odkryta 20 lipca 1992 roku przez T. Mardala.